# Le Baiser de minuit (téléfilm)
Pour les articles homonymes, voir Le Baiser de minuit.
Le Baiser de minuit (A Kiss at Midnight) est un téléfilm américain réalisé par Bradford May et diffusé le 27 décembre 2008 sur Hallmark Channel.

## Fiche technique
- Titre original : A Kiss at Midnight
- Réalisation : Bradford May
- Scénario : Anna Sandor (en)
- Photographie : James W. Wrenn
- Durée : 84 minutes
- Pays : États-Unis

## Distribution
- Faith Ford : Susan Flowers
- Cameron Daddo : Josh Sherman
- Hal Linden (en) : Arthur Wright
- Dyan Cannon : Kay Flowers
- Kim Rhodes : Maureen O'Connoer
- Abigail Mavity (en) : Jennifer Sherman
- Jadin Gould (ru) : Cassie Sherman
- Allen Dula : Docteur Carson
- Lorna Scott : Carla Walsh